# Stânca Grineacica-1
Stânca Grineacica-1 (în ucraineană Гриняцька стінка-1) este o rezervație peisagistică de importanță locală din raionul Hotin, regiunea Cernăuți (Ucraina), situată lângă satul omonim.
Suprafața ariei protejate constituie 25 de hectare, fiind înființată în anul 1994 prin decizia consiliului regional. Statutul a fost acordat pentru protecția peisajului natural pitoresc situat pe versantul drept împădurit al canionului Nistrului cu vegetație forestieră, formațiuni geomorfologice ca peșteri, roci, straturi geologice.
Este un areal de carst de suprafață aparținând regiunii carstice „Pocuția-Bucovina”. Lângă „Grineacica-1” există o arie similară de protecție a naturii numită „Grineacica-2”. În cadrul rezervației au fost descoperite peste 10 peșteri de origine naturală și 15 peșteri de origine artificială. Grotele artificiale au fost probabil săpate în vremuri străvechi, iar acum populația locală extrage și arde din ele varul. Lungimea unor labirinturi subterane ajunge la câteva sute de metri. Există de asemenea un scurt curs de apă pitoresc, care provine dintr-o puternică sursă carstică, care în drum își „sapă” drumul printre calcar și apoi trece într-o serie de cascade rapizi, după care se scurge în Nistru.